# Quiche lorraine
La quiche lorraine è una variante della quiche a base di pasta brisé o sfoglia, uova, crème fraîche, e pancetta a cubetti. Considerata una specialità della Lorena, è divenuta nel tempo un piatto emblematico della cucina francese.

## Storia
Il piatto è documentato già nel XVI secolo, come riporta Jules Renauld nella sua opera Les hostelains et taverniers de Nancy (1875): durante la Quaresima del 1586, alla corte di Carlo III di Lorena, «alcuni pesci costituivano, insieme alla quiche e agli échaudés, tutto il menù della tavola ducale».
Sebbene nelle versioni moderne si impieghino comunemente la pasta brisé o la pasta sfoglia, la quiche lorraine veniva originariamente preparata con un impasto simile a quello utilizzato per la pissaladière o per la pizza napoletana. Nella sua descrizione della vita quotidiana in Lorena durante l'Ancien Régime, lo storico Guy Cabourdin precisa che «la qualità della quiche lorraine, sottile e croccante, dipendeva dalla freschezza degli ingredienti utilizzati». La quiche era considerata una torta salata improvvisata, realizzata con avanzi di impasto e un ripieno semplice a base di ingredienti di uso quotidiano, come uova sbattute con panna e qualche ricciolo di burro. In primavera e in estate si aggiungeva erba cipollina fresca raccolta nell'orto, tritata per esaltare il sapore del composto.
Sempre Cabourdin specifica che «la pancetta e lo spessore del ripieno comparvero solo nel XIX secolo». Nel 1870 Jules Gouffé introdusse una variante della quiche lorraine arricchita con Parmigiano, mentre nel 1903 Auguste Escoffier raccomandava di foderare la base con pancetta e strisce di groviera prima di versarvi la miscela di panna e uova. Non mancarono però i tentativi di recuperare la semplicità della ricetta originaria: nel 1901 Le Figaro pubblicò una versione che escludeva non solo il formaggio, ma anche la pancetta, e nel 1904 André Theuriet e Edmond Richardin fecero altrettanto. Tuttavia, nel 1932 Marcel Boulestin, influente ristoratore e scrittore gastronomico, indicava espressamente l'aggiunta di groviera grattugiato e già negli anni Cinquanta l'uso del formaggio era diventato consuetudine, complice la crescente popolarità della pietanza.

## Descrizione

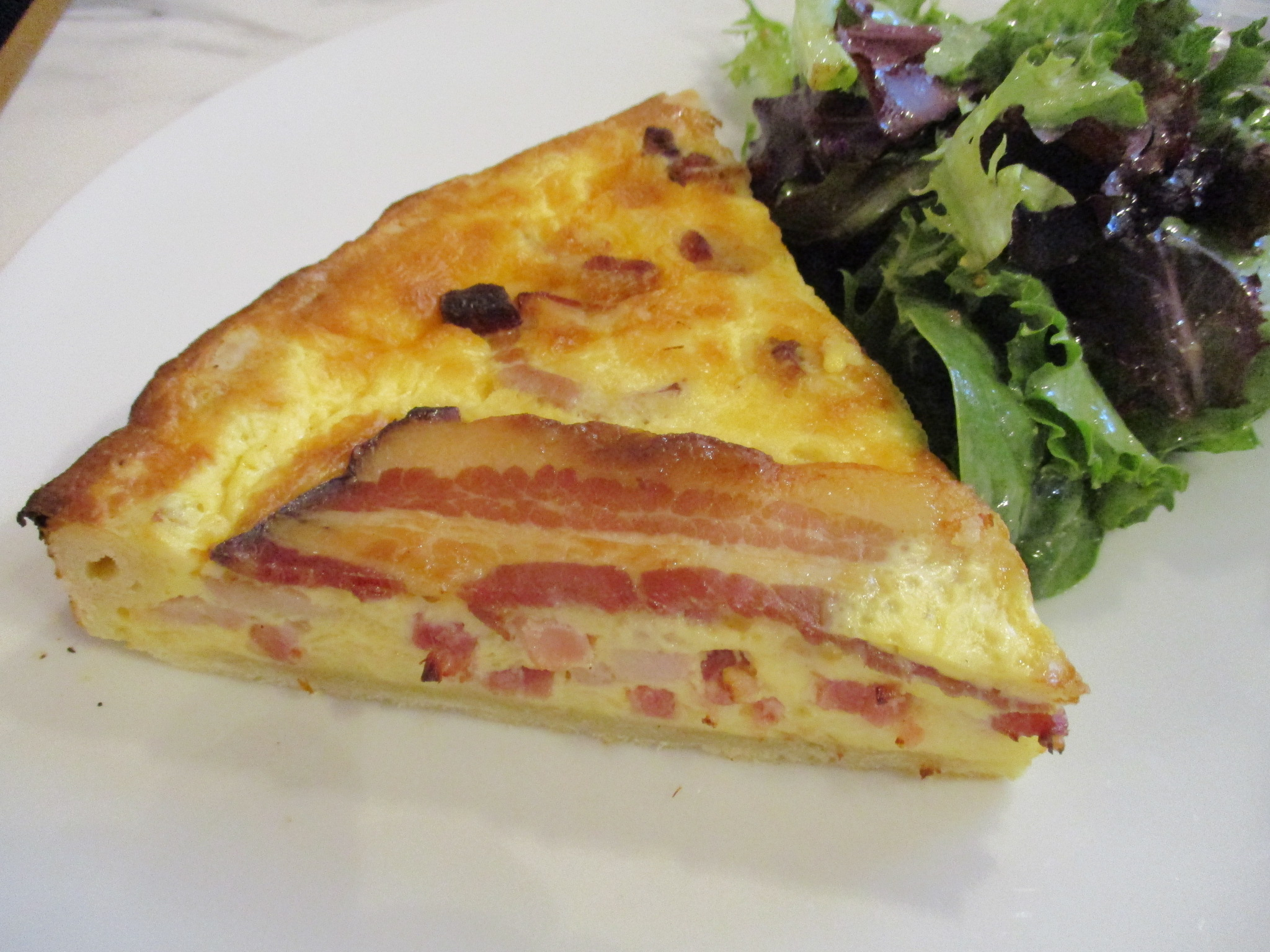
Una fetta di quiche lorraine con contorno di insalata

La quiche lorraine si prepara solitamente con una base di pasta brisé o sfoglia. Il ripieno, cremoso e ricco, è composto da uova, crème fraîche e pancetta a dadini, a cui si aggiunge del formaggio grattugiato, come il groviera, per un gusto più intenso. Dopo aver distribuito il composto sulla base, la torta viene cotta al forno fino a quando la superficie assume una colorazione dorata e l'interno si è ben rassodato.
Servita prevalentemente calda, può essere gustata come antipasto o piatto unico, spesso accompagnata da un'insalata. La sua versatilità e semplicità la rendono una scelta apprezzata anche per pranzi veloci, picnic all'aperto, buffet e sempre più frequentemente anche in occasione di aperitivi.
Nonostante sia disponibile in versioni confezionate, fresche o surgelate, in supermercati e forni, la preparazione artigianale in ambito domestico rimane molto comune, rendendo la ricetta un vero e proprio patrimonio culinario trasmesso nel tempo.

## Varianti

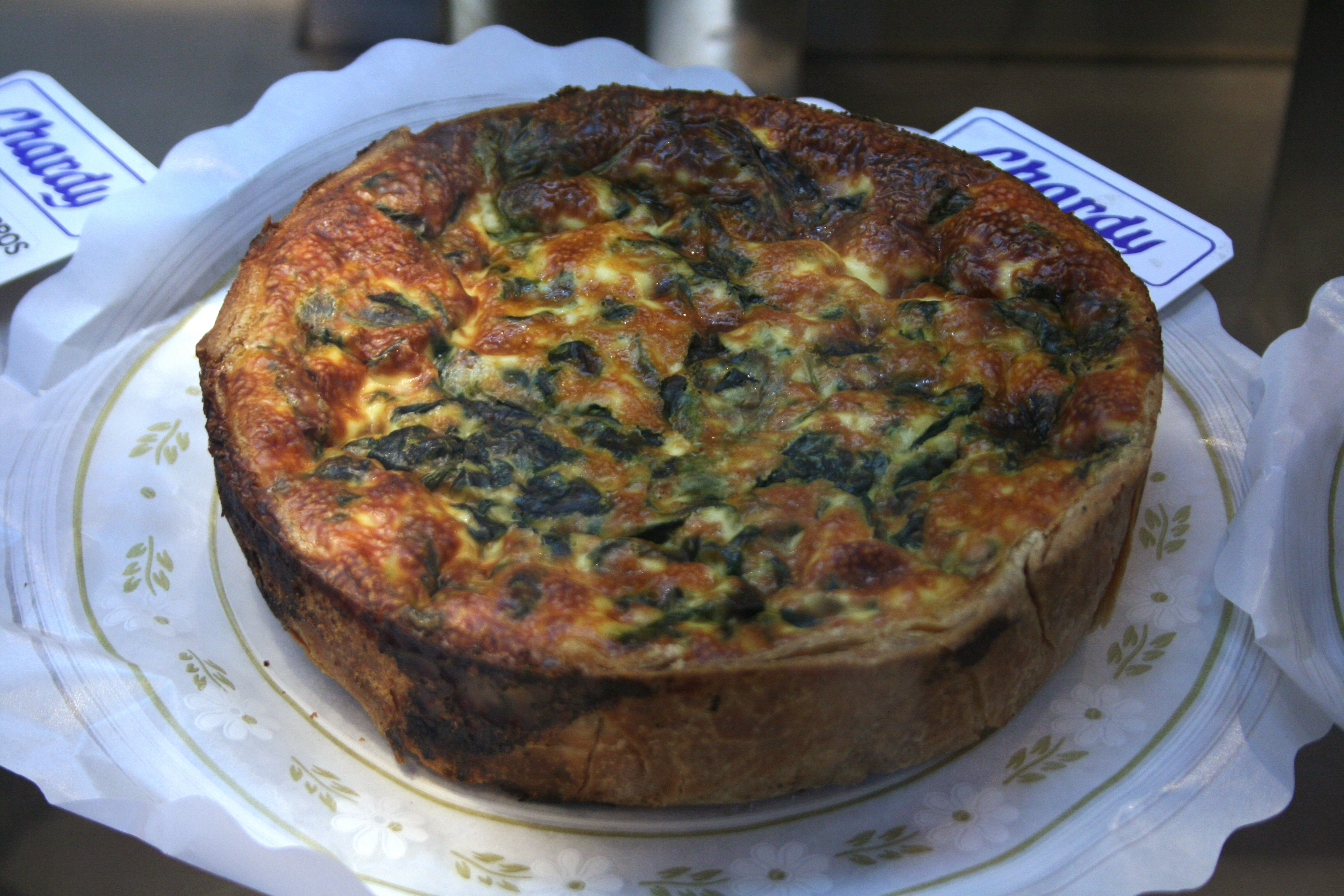
Una quiche lorraine con spinaci

Nel panorama gastronomico dell'est della Francia, la quiche lorraine presenta molteplici variazioni locali legate agli ingredienti tipici di ciascuna area.
Ad esempio, la quiche vosgienne assume un carattere particolare grazie all'inserimento di formaggi a pasta dura come l'emmental, che donano alla preparazione un sapore più intenso e una consistenza fondente.
Un'altra variante significativa è rappresentata dalla quiche alsacienne, che include cipolle soffritte nel ripieno. Questa versione richiama la tradizione gastronomica tedesca, analogamente alle zwiebelkuchen e flammkuchen tipiche della Germania occidentale.
Con il tempo, si sono diffuse varianti più recenti che prevedono anche l'aggiunta di funghi o senape.